# 조 유류왕
조 유류왕(趙幽繆王)은 조나라의 군주이다. 이름은 천이고, 도양왕이 창기를 사랑하여 낳은 아들이다. 원래는 이복형인 가가 태자가 되어야 했지만 도양왕이 그를 밀어내고 천을 앉혔다. 도양왕이 죽자 즉위하였으나 기원전 228년에 진나라의 공격을 받고 한단이 포위되자 진나라로부터 뇌물을 받은 주변 귀족들의 권유를 받고 항복하였다. 진시황은 그를 궁벽한 황무지에 있는 돌을 쌓아 만든 집에 가두어 살게 하였고, 처음엔 양곡과 땔감을 왕의 수준으로 공급하였으나 점차 줄여 백성과 같은 10분의 1이 되었고 그 질 또한 거칠고 좋지 않게 되었다. 조리 기구조차 변변치 않았고, 굶주리는 날이 늘어가자 유목왕은 싸우지도 않고 항복한 것을 후회하다가 병을 얻어 항복한 해를 넘기지도 못하고 죽었다. 그의 이복형인 가가 아직 함락되지 않은 대 땅에서 조나라 충성파들의 도움을 얻어 왕으로 즉위하여 항전을 이어갔다.